# Gleb Anatoljevics Panfilov
Gleb Anatoljevics Panfilov (oroszul: Глеб Анатольевич Панфилов; Magnyitogorszk, 1934. május 21. – Moszkva, 2023. augusztus 26.) orosz filmrendező, forgatókönyvíró. Nevét az orosz filmművészet legnagyobbjai között emlegetik, munkáit számos nemzetközi filmfesztiválon ismerték el.

## Pályája
Az Urál-hegység egyik nagy iparvárosában, Magnyitogorszkban született 1934. május 21-én. Az Uráli Műszaki Főiskolán 1957-ben vegyészdiplomát szerzett, utána egy vegyi gyárban műszakvezetőként, majd mérnökként dolgozott. Nemsokára „kiemelték”: az Urál központjának számító Szverdlovszk (ma: Jekatyerinburg) város Komszomol bizottságának agitációs- és propaganda osztályvezetője lett. Amatőrfilmstúdiót szervezett és hamarosan a helyi tv-stúdiónál kapott munkát. 1960-tól 1963-ig a moszkvai filmfőiskola (VGIK) operatőr szakának levelezői tagozatán tanult, közben a szverdlovszki televíziónál dokumentumfilmeket készített. Felsőfokú filmrendezői és forgatókönyvírói tanfolyamon szerzett újabb diplomát 1966-ban. Ezt követően tíz évig a Lenfilm Stúdió filmrendezője volt, majd 1976-ban átkerült a Moszfilm Stúdióhoz. Filmrendezői munkássága mellett 1977 óta filmrendezést tanít.
Felesége Inna Csurikova színésznő, csaknem mindegyik filmjének főszereplője. Fiuk, Ivan jogot végzett.

### Munkássága 1990-ig
Panfilov annak a filmes generációnak a képviselője, amelynek indulására a deheroizáció volt jellemző, és amelyet gyakran az orosz új hullámnak is neveztek. Ez a generáció elvetette a patetikus hangvételt, a hősiesség kultuszát, ami a korábbi szovjet filmdrámák ismertetőjegye volt, és helyette az emberi viszonyokat, az egyéni élet kérdéseit, a mindennapi élettényeket és drámákat helyezte az ábrázolás középpontjába.
A rendező hírnevét a Lenfilmnél készített filmjei alapozták meg. Első mozifilmje, A tűzön nincs átkelés (1967) a polgárháború idején egy kórházvonaton játszódik. Hősnője a világból keveset értő, csúnyácska szanitéclány, aki élményeit, érzelemvilágát, Aljosája iránti megható szerelmét naiv rajzok sorozatában fejezi ki, és csak ez marad meg, miután áldozatul esik a háború forgatagának. A film átütő sikert aratott, az 1969-es Locarnói Nemzetközi Filmfesztivál nagydíját, Inna Csurikova pedig a legjobb női főszereplő díját nyerte el.
Következő közös filmjükben is központi helyet kapott a kibontakozó belső szépség és tehetség motívuma. A Kezdet (1970) vidéki munkáslányát egy filmrendező felkéri Jeanne d’Arc szerepének eljátszására, és a szereppel való azonosulás szemünk láttára alakítja át az egykori szövőnő személyiségét. Az alkotás a Velencei Nemzetközi Filmfesztiválon Ezüst Oroszlán-díjat kapott. Hogy a filmnek önéletrajzi vonatkozásai vannak, az abból is látható, hogy ezt követően a rendező valóban Jeanne d’Arc történetét akarta filmre vinni, évekig készült rá, a forgatókönyvet is megírta, de tervét végül nem valósíthatta meg.
A Téma című filmjét megvalósíthatta ugyan (1979), de az csak hét évvel később kerülhetett a nézők elé, és az 1987-es Berlini Nemzetközi Filmfesztiválon Arany Medve díjat kapott.
Az 1980-as évek két filmjéhez Gorkij-művek szolgáltak alapul: az elsőhöz a Vassza Zseleznova című dráma, a másodikhoz az Anya című regény. Utóbbit előzőleg Vszevolod Pudovkin, majd Mark Donszkoj vitte filmre. Panfilov filmváltozata Tiltott emberek alcímmel, szovjet–olasz koprodukcióban készült. A Vassza a Moszkvai Nemzetközi Filmfesztiválon nagydíjat nyert, Az anya az 1990-es cannes-i filmfesztiválon kapott elismerést (a legjobb művészi hozzájárulás díja).

### Munkássága 1990 után
Panfilov az utolsó cár és családja tragédiájáról a történet nyilvánosságra kerülésétől kezdve filmet akart készíteni. Hosszú előkészületek, mintegy tíz évnyi munka után készült el A Romanovok – Egy cári család. Az utolsó másfél évről és a tragikus végről szóló mű a történelmi eseményeken kívül bemutatja a család belső viszonyait, II. Miklós cár egyéniségét, történelmi szerepét és emberi nagyságát is. A rendezőnek ez az egyetlen olyan játékfilmje, amelyben felesége nem szerepel, részt vett viszont a forgatókönyv írásában.
A pokol tornáca Alekszandr Szolzsenyicin azonos című önéletrajzi regényéből készült. Az 1949-es év néhány napján játszódó, de az orosz történelem számos korábbi eseményére is kitérő regényt Panfilov jóval korábban szerette volna filmre vinni, amikor még „szamizdat”-ban olvasta. Terve csak a 21. század elején válhatott valóra. A 440 perces, 10 részes tv-változat forgatókönyvét maga Szolzsenyicin, a mozifilmváltozat forgatókönyvét a rendező írta. A televíziós változatot Oroszország rangos filmfesztiválján 2006-ban Arany Sas díjjal jutalmazták, a sorozat nézettsége a központi tv-csatornán kiemelkedően magas volt.

## Játékfilmjei
- 1967: A tűzön nincs átkelés (В огне брода нет)
- 1970: Kezdet (Начало)
- 1975: Szót kérek (Прошу слова)
- 1979: Téma (Тема)
- 1981: Valentyina (Валентина), Vampilov Múlt nyáron Csulimszkban című színműve nyomán
- 1982: Vassza (Васса)
- 1990: Az anya – Tiltott emberek (Мать – Запрещенные люди), mozifilm és külön tvfilm-változat is
- 2000: A Romanovok – Egy cári család (Романовы. Венценосная семья)
- 2006: A pokol tornáca (В круге первом)

Panfilov összes filmjének forgatókönyvi munkájában részt vett, több forgatókönyvet egyedül írt.